# Comté préservé du pays de Galles
Les comtés conservés du pays de Galles sont les zones actuelles utilisées au Pays de Galles à des fins cérémonielles de lieutenancy et shrievalty. Ils sont basés sur les comtés créés par le Local Government Act 1972 et utilisés pour le gouvernement local et à d'autres fins entre 1974 et 1996.

## Usage
Le Local Government (Wales) Act 1994 a supprimé les huit comtés cérémoniels créés par le Local Government Act 1972. Cependant, il a créé le concept de comtés conservé en fonction de leurs régions, à utiliser à des fins telles que lieutenancy. Cet usage a été consolidé par le Lieutenancies Act 1997
Certaines lois déjà en vigueur ont été modifiées pour y faire référence - au 16 février 2011, les seules dispositions qui subsistent sont les suivantes :
- The Sheriffs Act 1887 (c 55) - les comtés pour lesquels les hauts shérifs sont nommés sont les comtés conservés.
- The Defense Act 1842 (c 94) - Les lieutenants sont ceux nommés dans les comtés préservés.
- The Sea Fisheries (Shellfish) Act 1967 (c. 83) - les sections pertinentes du littoral doivent être considérées comme se trouvant dans des comtés conservés.

## Changements de limite
Les comtés conservés étaient à l'origine presque identiques aux comtés de 1974-96, mais avec quelques changements mineurs, en conformité avec les changements de limites du gouvernement local: Llanrhaeadr-ym-Mochnant, Llansilin et Llangedwyn ont été transférés de Clwyd à Powys, et Wick, St Brides Major, Ewenny et Pentyrch ont été transférés de Mid Glamorgan à South Glamorgan. Il y avait cependant deux régions du gouvernement local, Caerphilly  et Conwy, qui ont été réparties entre les comtés conservés.
Le 11 mars 2002, l'Assemblée nationale du pays de Galles a chargé la Commission de délimitation des collectivités locales du pays de Galles d'entreprendre un examen des limites des comtés conservées. Dans leurs propositions finales, la région du gouvernement local de Caerphilly qui faisait partie de Mid Glamorgan devait faire partie de Gwent et la région du gouvernement local de Conwy qui faisait partie de Gwynedd devait faire partie de Clwyd. La limite entre Mid Glamorgan et South Glamorgan devait également être réajustée pour refléter de petits changements dans les limites des gouvernements locaux. L'Assemblée a accepté ces propositions de telle sorte qu'à partir du 2 avril 2003, chaque comté conservé comprend désormais entre une et cinq régions d'administration locale.
La limite entre Mid Glamorgan et Powys a encore été modifiée le 1er avril 2010 afin de refléter les changements de limites du gouvernement local de 2009 dans la région de Vaynor.

## Liste des comtés conservés

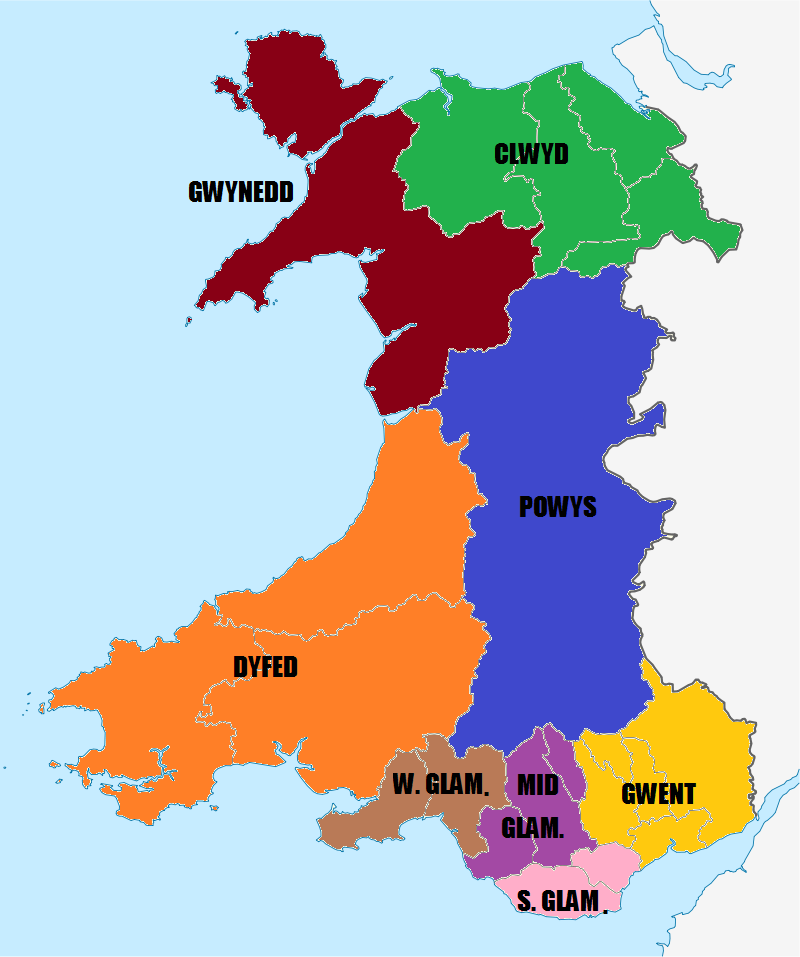
Carte

Les chiffres de la population sont des estimations de mi-année pour 2007 de l'Office for National Statistics (Statistiques nationales), regroupant les chiffres de l'entité autorité unitaire dans leurs comtés.
| Nom             | Comprend                                               | Superficie (en km²) | Population |
| --------------- | ------------------------------------------------------ | ------------------- | ---------- |
| Clwyd           | Conwy Denbighshire Flintshire Wrexham                  | 2,910               | 491,100    |
| Dyfed           | Carmarthenshire Ceredigion Pembrokeshire               | 5,780               | 375,200    |
| Gwent           | Blaenau Gwent Caerphilly Monmouthshire Newport Torfaen | 1,553               | 560,500    |
| Gwynedd         | Gwynedd Isle of Anglesey                               | 3,262               | 187,400    |
| Mid Glamorgan   | Bridgend Merthyr Tydfil Rhondda Cynon Taf              | 781                 | 423,200    |
| Powys           | Powys                                                  | 5,196               | 132,000    |
| South Glamorgan | Cardiff Vale of Glamorgan                              | 475                 | 445,000    |
| West Glamorgan  | Neath Port Talbot Swansea                              | 820                 | 365,500    |